# Corry Vreeken
Corry Vreeken, née Maria Cornelia Bouwman, née le 22 décembre 1928 à Enkhuizen et morte le 26 février 2025, est une joueuse d'échecs néerlandaise. Championne des Pays-Bas à cinq reprises dans les années 1960, elle a obtenu le titre de maître international féminin en 1968, de grand maître international féminin honoraire en 1987.
Elle a participé aux tournois interzonaux féminins (tournois de sélection pour le tournoi des candidates au championnat du monde féminin) en 1971 (14e) et 1976 (elle finit à la dixième place),.
Elle a représenté les Pays-Bas lors de cinq olympiades féminines : en 1963, 1966, 1974, 1976, 1978, 1980 et 1980 avec une marque de 37 points sur 72. L'équipe des Pays-Bas finit à la cinquième place en 1966, 1974 et 1976.